# Puchar Świata w narciarstwie alpejskim mężczyzn 1992/1993
Puchar Świata w narciarstwie alpejskim mężczyzn sezon 1992/1993 to 27 edycja tej imprezy. Cykl ten rozpoczął się we włoskim Sestriere 28 listopada 1992 roku, a zakończył 28 marca 1993 roku w szwedzkim Åre.

## Podium zawodów

### indywidualnie
| Lp                                                             | Data              | Miejsce                | Konkurencja | Zwycięzca            | 2. miejsce                               | 3. miejsce                  |
| 1.                                                             | 28 listopada 1992 | Sestriere              | gigant      | Kjetil André Aamodt  | Alberto Tomba                            | Johan Wallner               |
| 2.                                                             | 29 listopada 1992 | Sestriere              | slalom      | Fabrizio Tescari     | Michael Tritscher                        | Armin Bittner Hubert Strolz |
| 3.                                                             | 5 grudnia 1992    | Val d’Isère            | supergigant | Jan Einar Thorsen    | Franz Heinzer                            | Luigi Colturi               |
| 4.                                                             | 6 grudnia 1992    | Val d’Isère            | slalom      | Thomas Fogdö         | Thomas Sykora                            | Hubert Strolz               |
| 5.                                                             | 11 grudnia 1992   | Val Gardena            | zjazd       | William Besse        | Jan Einar Thorsen                        | Patrick Ortlieb             |
| 6.                                                             | 12 grudnia 1992   | Val Gardena            | zjazd       | Leonhard Stock       | William Besse                            | AJ Kitt                     |
| 7.                                                             | 13 grudnia 1992   | Alta Badia             | gigant      | Marc Girardelli      | Alain Feutrier                           | Alberto Tomba               |
| 8.                                                             | 15 grudnia 1992   | Madonna di Campiglio   | slalom      | Patrice Bianchi      | Alberto Tomba                            | Thomas Sykora               |
| 9.                                                             | 19 grudnia 1992   | Kranjska Gora          | slalom      | Thomas Fogdö         | Alberto Tomba                            | Peter Roth                  |
| 10.                                                            | 20 grudnia 1992   | Kranjska Gora          | gigant      | Marc Girardelli      | Lasse Kjus                               | Fredrik Nyberg              |
| 11.                                                            | 22 grudnia 1993   | Bad Kleinkirchheim     | supergigant | Armin Assinger       | Leonhard Stock                           | Kjetil André Aamodt         |
| 12.                                                            | 9 stycznia 1993   | Garmisch-Partenkirchen | slalom      | Alberto Tomba        | Kjetil André Aamodt Thomas Stangassinger |                             |
| 13.                                                            | 10 stycznia 1993  | Garmisch-Partenkirchen | zjazd       | Franz Heinzer        | Pietro Vitalini                          | Günther Mader               |
| 14.                                                            | 10 stycznia 1993  | Garmisch-Partenkirchen | kombinacja  | Marc Girardelli      | Kjetil André Aamodt                      | Günther Mader               |
| 15.                                                            | 11 stycznia 1993  | Garmisch-Partenkirchen | zjazd       | Daniel Mahrer        | Peter Rzehak                             | Franz Heinzer               |
| 16.                                                            | 12 stycznia 1993  | St. Anton am Arlberg   | supergigant | Marc Girardelli      | Jan Einar Thorsen                        | Günther Mader               |
| 17.                                                            | 16 stycznia 1993  | St. Anton am Arlberg   | zjazd       | Franz Heinzer        | Peter Runggaldier                        | Günther Mader               |
| 18.                                                            | 17 stycznia 1993  | Lech                   | kombinacja  | Marc Girardelli      | Günther Mader                            | Hubert Strolz               |
| 19.                                                            | 17 stycznia 1993  | Lech                   | slalom      | Thomas Fogdö         | Jure Košir                               | Alberto Tomba               |
| 20.                                                            | 19 stycznia 1993  | Veysonnaz              | gigant      | Michael von Grünigen | Alberto Tomba                            | Lasse Kjus                  |
| 21.                                                            | 23 stycznia 1993  | Veysonnaz              | zjazd       | Franz Heinzer        | Patrick Ortlieb                          | William Besse               |
| 22.                                                            | 24 stycznia 1993  | Veysonnaz              | slalom      | Thomas Stangassinger | Alberto Tomba                            | Thomas Fogdö                |
| 23.                                                            | 24 stycznia 1993  | Veysonnaz              | kombinacja  | Marc Girardelli      | Kjetil André Aamodt                      | Günther Mader               |
| 32. Mistrzostwa Świata w Narciarstwie Alpejskim 1993 – Morioka |                   |                        |             |                      |                                          |                             |
| 24.                                                            | 27 lutego 1993    | Whistler               | zjazd       | Atle Skårdal         | Tommy Moe                                | Franz Heinzer               |
| 25.                                                            | 28 lutego 1993    | Whistler               | supergigant | Günther Mader        | Franz Heinzer                            | Patrick Ortlieb             |
| 26.                                                            | 7 marca 1993      | Aspen                  | supergigant | Kjetil André Aamodt  | Stephan Eberharter                       | Daniel Mahrer               |
| 27.                                                            | 15 marca 1993     | Sierra Nevada          | gigant      | Armin Assinger       | Daniel Mahrer                            | Hannes Trinkl               |
| 28.                                                            | 19 marca 1993     | Kvitfjell              | zjazd       | Adrien Duvillard     | Werner Perathoner                        | Atle Skårdal                |
| 29.                                                            | 20 marca 1993     | Kvitfjell              | zjazd       | Armin Assinger       | Werner Perathoner                        | Hannes Trinkl               |
| 30.                                                            | 21 marca 1993     | Kvitfjell              | supergigant | Kjetil André Aamodt  | Daniel Mahrer                            | Dietmar Thöni               |
| 31.                                                            | 23 marca 1993     | Oppdal                 | gigant      | Kjetil André Aamodt  | Johan Wallner                            | Fredrik Nyberg              |
| 32.                                                            | 26 marca 1993     | Åre                    | supergigant | Kjetil André Aamodt  | Günther Mader                            | Franz Heinzer               |
| 33.                                                            | 27 marca 1993     | Åre                    | gigant      | Kjetil André Aamodt  | Alberto Tomba                            | Marc Girardelli             |
| 34.                                                            | 28 marca 1993     | Åre                    | slalom      | Thomas Fogdö         | Kjetil André Aamodt                      | Thomas Stangassinger        |

## Końcowa klasyfikacja generalna
| Miejsce | Zawodnik            | Punkty |
| ------- | ------------------- | ------ |
| 1.      | Marc Girardelli     | 1379   |
| 2.      | Kjetil André Aamodt | 1347   |
| 3.      | Franz Heinzer       | 828    |
| 4.      | Günther Mader       | 826    |
| 5.      | Alberto Tomba       | 817    |
| 6.      | Atle Skårdal        | 596    |
| 7.      | Patrick Ortlieb     | 560    |
| 8.      | Daniel Mahrer       | 556    |
| 9.      | Thomas Fogdö        | 545    |
| 10.     | Armin Assinger      | 533    |

### Zjazd (po 10 z 10 konkurencji)
| Miejsce | Zawodnik       | Punkty |
| ------- | -------------- | ------ |
| 1.      | Franz Heinzer  | 527    |
| 2.      | Atle Skårdal   | 427    |
| 3.      | William Besse  | 366    |
| 4.      | Armin Assinger | 360    |
| 5.      | Daniel Mahrer  | 343    |

### Supergigant (po 7 z 7 konkurencji)
| Miejsce | Zawodnik            | Punkty |
| ------- | ------------------- | ------ |
| 1.      | Kjetil André Aamodt | 420    |
| 2.      | Günther Mader       | 307    |
| 3.      | Franz Heinzer       | 301    |
| 4.      | Jan Einar Thorsen   | 294    |
| 5.      | Marc Girardelli     | 216    |

### Slalom gigant (po 6 z 6 konkurencji)
| Miejsce | Zawodnik            | Punkty |
| ------- | ------------------- | ------ |
| 1.      | Kjetil Andre Aamodt | 410    |
| 2.      | Alberto Tomba       | 381    |
| 3.      | Marc Girardelli     | 372    |
| 4.      | Lasse Kjus          | 254    |
| 5.      | Fredrik Nyberg      | 250    |

### Slalom (po 8 z 8 konkurencji)
| Miejsce | Zawodnik             | Punkty |
| ------- | -------------------- | ------ |
| 1.      | Thomas Fogdö         | 545    |
| 2.      | Alberto Tomba        | 436    |
| 3.      | Thomas Stangassinger | 362    |
| 4.      | Bernhard Gstrein     | 276    |
| 5.      | Kjetil André Aamodt  | 267    |

### Kombinacja (po 3 z 3 konkurencji)
| Miejsce | Zawodnik            | Punkty |
| ------- | ------------------- | ------ |
| 1.      | Marc Girardelli     | 300    |
| 1.      | Günther Mader       | 200    |
| 3.      | Kjetil André Aamodt | 160    |
| 4.      | Steve Locher        | 131    |
| 5.      | Hubert Strolz       | 105    |

### Drużynowo
| Miejsce | Kraj       | Punkty |
| ------- | ---------- | ------ |
| 1.      | Austria    | 5398   |
| 2.      | Szwajcaria | 4243   |
| 3.      | Norwegia   | 3734   |
| 4.      | Włochy     | 3125   |
| 5.      | Francja    | 1729   |